# Knightfall (série de televisão)
Knightfall é uma série de televisão de ficção histórica com drama produzida pelo canal History.  Knightfall foi selecionado para ser uma série de 10 episódios em janeiro de 2016 em sua primeira temporada e mais 8 episódios na segunda temporada, com Jeremy Renner como produtor executivo. A série estreou em 6 de dezembro de 2017.
A série narra a queda, a perseguição, e queima na fogueira dos Cavaleiros Templários, orquestrada por Filipe IV de França em 13 de outubro de 1307. A série é centrada no líder dos Templários Sir Landry, um bravo guerreiro desencorajado pelos Templários por causa das falhas na Terra Santa, que é revigorado pela notícia de que o Santo Graal ressurgiu.

## Elenco

### Principal
- Tom Cullen como Landry du Lauzon: Líder dos Cavaleiros Templários e veterano das Cruzadas, Landry é nobre, corajoso determinado cavaleiro que iniciou sua carreira na ordem como escudeiro de Godfrey. Durante o Cerco de Acre, Landry vive a derrota cristã na cruzada, a conquista da Terra Santa pelos sarracenos e a perda da mais valiosa relíquia em toda a Cristandade: o Santo Graal. Anos depois, com a morte de Godfrey, Landry torna-se Mestre e Comandante da Ordem em Paris e obcecado em encontrar o Santo Graal.[6]

- Jim Carter como Papa Bonifácio VIII: Líder de toda a Cristandade, Bonifácio é fervoroso e fraternal e um político habilidoso quando quer, que atua como uma força estabilizadora entre os poderes do mundo medieval. É respeitado pelos Cavaleiros Templários como seu santo líder e estes executam suas ordens sem questionamento. Bonifácio nomeia Landry como líder dos Templários em Paris após a morte de Godfrey e o encarrega de encontrar o Santo Graal.[6]

- Pádraic Delaney como Gawain: Antes o mais habilidoso espadachim da Ordem dos Templários, foi lesionado na perna durante o Cerco de Acre enquanto protegia Landry. Anos mais tarde, após a morte de Godfrey, é informado de que não poderá mais entrar em combate e torna-se um treinador de novos membros da ordem, incluindo o amargurado Parsifal. Sentindo que seu heroísmo não é mais reconhecido, luta por manter-se fiel à ordem enquanto deseja encontrar o Santo Graal na esperança de curar sua perna.[7]

- Simon Merrells como Tancrede: Um veterano extremamente leal da ordem. Diferente da maiorias dos cavaleiros, Tancrede já foi casado e deixou sua família para ingressar na Ordem dos Templários. Cavaleiro firme, valente e resoluto que conserva seus votos templários acima de qualquer outra questão, Tancrede acredita ser o herdeiro de Godfrey na ordem.[6]

- Julian Ovenden como Guillaume de Nogaret: O astuto conselheiro, jurista e mão-direita de Rei Filipe. De Nogaret é um incrédulo confesso manipulador à frente de seu tempo, cuja única satisfação está em destruir o poder da fé católica como vingança pela morte injusta de sua família. Frio e calculista, De Nogaret tem mais interesse pelo Santo Graal do que demonstra. Além disso, também deseja secretamente a filha de Filipe, Princesa Isabella, enquanto tenta torná-la Rainha da Inglaterra.[6]

- Olivia Ross como Rainha Joana: a rainha-consorte de França e rainha reinante de Navarra, Joana é esposa de Filipe e também uma "formidável diplomata e estrategista". Mãe devotada, deseja que sua filha case por amor e não por interesse político como ela precisou. Mantém um romance secreto com Landry, de quem está grávida.[6]

- Ed Stoppard como Filipe IV de França: o Rei de França conhecido por sua beleza incomum, Filipe luta por seu reino e por sua família. Tenta controlar sua família enquanto movimenta manobras políticas para manter-se no poder. Filipe pretende ser um grande monarca e transformar seu reino na maior potência da Europa. É amigo pessoal de Landry e grato por este ter salvo sua vida anos antes.[6][8]

- Sabrina Bartlett como a Princesa Isabel:

- Bobby Schofield como Parsifal: Um jovem decente e honesto camponês, impetuoso e imprudentemente corajoso. Tenta sempre fazer o que acredita ser correto, mesmo que enfrentando grandes perigos. Vivia um romance com a jovem Marie, quando esta foi assassinada por mercenários. Amargurado e buscando vingança contra os assassinos de Marie, Parsifal aceita o convite de Landry para unir-se à Ordem.[6][9]

- Sarah-Sofie Boussnina como Adelina: Uma ladra de rua que vivia em Acre até ser resgata por Landry e os Templários. Agora vivendo na França com seu pai, Adelina envolveu-se secretamente com forças obscuras em torno do Santo Graal.

- Nasser Memarzia como Draper
- Sam Hazeldine como Godfrey, Mestre dos Templários e mentor e figura paterna para Landry

### Convidados
- Jeremy Renner[10]

## Produção

### Desenvolvimento

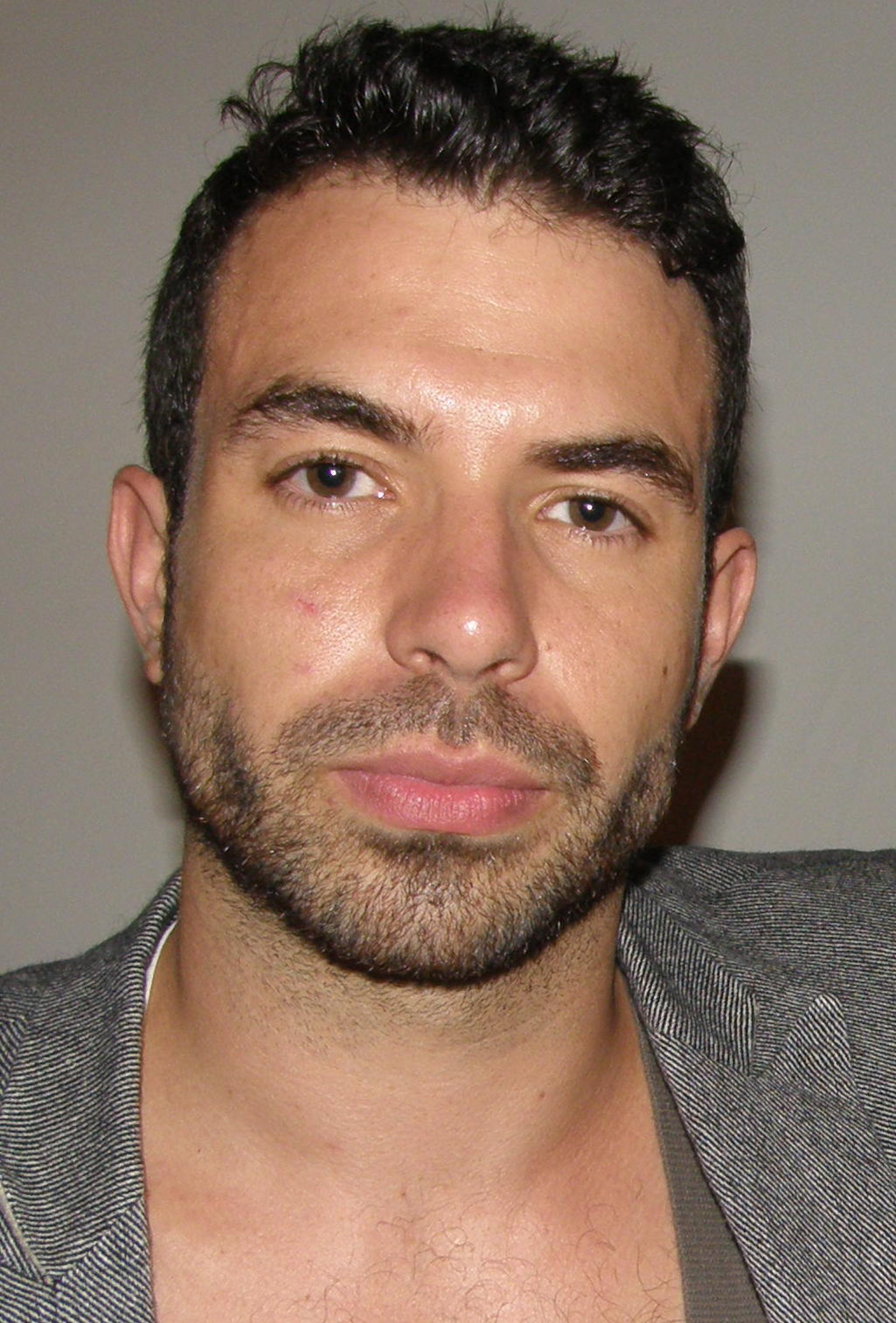
O ator galês Tom Cullen desempenha o papel de Sir Landry na série.

Em janeiro de 2016, o History, anunciou que havia selecionado Knightfall para uma série de 10 episódios, produzido por Jeremy Renner. O escritor e produtor britânico Dominic Minghella servirá como produtor executivo de Knightfall. A série foi criada pelo parceiro de produção de Renner, Don Handfield, e pelo escritor e jornalista britânico Richard Rayner, que servem como produtores executivos, juntamente com Renner. Os outros produtores executivos da série são Jeff Pinkner, André Nemec, Josh Appelbaum, e Scott Rosenberg.

### As filmagens
A produção começou com três dias de filmagem durante a última semana de junho, em Dubrovnik, na Costa do Adriática do sul da Croácia com Douglas Mackinnon (Outlander) como diretor. Definida principalmente em torno dos Muros de Dubrovnik's Forte Lovrijenac (Fortaleza de São Lourenço) e da baía de Pilha, estas cenas vai retratar O Cerco de Acre. PAKT Mídia envolveu 140 trabalhadores croatas com a produção.
Mackinnon vai servir como o diretor principal, manuseando a maioria dos episódios. Metin Hüseyin e David Petrarca (Game of Thrones) também vão dirigir um bloco de cada um. Knightfall vai ser filmado, principalmente, em Praga, na República Checa, com a sua base na Barrandov Studios. Vários cenários exteriores imitando Paris medieval foram construídos em bairros/vilas incluindo Průhonice, e Doksany. Ruas da Cidade Velha e Švihov Castelo também foram utilizados. As Filmagens começaram no dia 8 de julho. Este é o mesmo estúdio que foi usado para as séries de TV Borgia, a temporada 2 de Lendas, Casino Royale, e A Identidade Bourne. De acordo com Barrandov,CEO Petr Tichý, o estúdio foi escolhido parcialmente baseado na qualidade do 15th Century que anteriormente haviam construído para Borgia. O custo total para a série vai ser CZK 1,1 bilhão.
De acordo com Tom Cullen, o elenco principal tinha uma dois semanas e meia de "Campo de treinamento" com o dublê e  coreógrafo francês de luta Cédric Proust. Cullen já tido aulas de esgrima no passado, mas não girava a espada fazia uns oito anos.
Em 26 de agosto de 2016, um incêndio no estúdio de Barrandov Studios, destruiu o cenário exterior definido para Knightfall, com um dano estimado em 100 milhões de CZK (4,5 milhões de dólares). Apenas uma pequena parte do conjunto, o que representa uma cidade medieval, foi salvo. Na segunda-feira seguinte, a filmagem foi em outro local na cidade. O fogo teve um impacto sobre o cronograma de produção, mas a produção não foi ser transferida para outra cidade e se concentrou nas ruas locais. David Minkowski, um produtor senior da Stillking Filmes, acrescentou, "Em conjunto com os nossas seguradoras e Barrandov Construção, estamos planejando reconstruir o o set destruído o rapidamente possível para terminar a filmagem na República Checa", acrescentou.
As filmagens terminaram em meados de dezembro de 2016.

### Marketing
Um teaser trailer estreou em 1 de fevereiro de 2017 no History Channel, retratando um capacete sangrento dos Templários. Em 20 de julho de 2017 foi lançado o primeiro trailer. A série estreou em 6 de dezembro de 2017.

## Episódios
| N°. | Título                                         | Dirigido por      | Escrito por                    | Data original de lançamento | Audiência nos EUA (milhões) |
| --- | ---------------------------------------------- | ----------------- | ------------------------------ | --------------------------- | --------------------------- |
| 1   | "You'd Know What To Do"                        | Douglas Mackinnon | Don Handfield & Richard Rayner | 6 de Dezembro de 2017       | 1.77                        |
| 2   | "Find Us The Grail"                            | TBA               | TBA                            | 13 de Dezembro de 2017      | TBD                         |
| 3   | "The Black Wolf and The White Wolf"            | TBA               | TBA                            | 20 de Dezembro de 2017      | TBD                         |
| 4   | "He Who Discovers His Own Self, Discovers God" | TBA               | TBA                            | 27 de Dezembro de 2017      | TBD                         |
| 5   | "Hard Blows Will Banish The Sin"               | TBA               | TBA                            | 3 de Janeiro de 2018        | TBD                         |
| 6   | "The Pilgrimage of Chains"                     | TBA               | TBA                            | 10 de Janeiro de 2018       | TBD                         |
| 7   | "And Certainly Not The Cripple"                | TBA               | TBA                            | 17 de Janeiro de 2018       | TBD                         |
| 8   | "IV"                                           | TBA               | TBA                            | 24 de Janeiro de 2018       | TBD                         |
| 9   | "Fiat!"                                        | TBA               | TBA                            | 31 de Janeiro de 2018       | TBD                         |
| 10  | "Do You See The Blue?"                         | TBA               | TBA                            | 7 de Fevereiro de 2018      | TBD                         |

## Transmissão
A série foi pré-vendida para a SBSTwo na Austrália. A HBO, sua subsidiária, Cinemax, e a FilmBox Premium, também obtiveram os direitos na Europa Central e Oriental. O History, que desenvolveu a série original, vai ao ar Knightfall na América do Norte. Em Portugal a série é emitida 4 dias depois dos Estados Unidos no canal TVSéries com o nome Knightfall - Templários.

## Recepção
Na revisão de agregação do site Rotten tomatoes, a série tem um índice de aprovação de 50% com base em 10 avaliações, com uma classificação média de 5.04/10. No Metacritic, que atribui classificação para as resenhas, a série tem uma pontuação média ponderada de 47 de 100, baseado em 13 de críticos, indicando "revisões mistas ou médias".

## Outros meios de comunicação
A+E Networks tem uma parceria com a Titan Publishing para desenvolver romances originais e oito partes série de quadrinhos baseada na série. Sob o acordo de licenciamento, a Titan vai trabalhar estreitamente em colaboração com a série de criadores e escritores para construir histórias originais que expandem o mundo rico de Knightfall em novas aventuras e o cruzamento de histórias. Este negócio foi anunciado na Licensing Expo 2017. O primeiro de dois romances e quadrinhos, a série vai estrear junto com o próximo lançamento, e estará disponível online e em quadrinhos nas livrarias em toda parte. Além disso, a série de quadrinhos vai ser compilado em duas coleções disponíveis na seção de novelas gráficas nas livrarias.